# LG Jensen
Lars G. Jensen ofte kaldet LG Jensen (født 1976 i Ringsted) er en dansk børne- og ungdomsforfatter. Jensen var med til at starte bølgen af såkaldt "drengerøvslitteratur" med sine romaner Ulvebrigaden og MilkyWay Meat: Sanddæmonen[kilde mangler].
Jensen gik på Valdemarskolen i Ringsted og var herefter udvekslingsstudent for Rotary International. Han tilbragte et år på high school i Chicago, inden uddannelsen blev fortsat på henholdsvis Haslev Gymnasium og Haslev Seminarium. Inden han begyndte at arbejde som skolelærer, havde han haft adskillige mindre jobs som eksempelvis tatovør, musiker, skuespiller, forfatter og anmelder.
Lars G. Jensen er nu bosat i Aarhus og finansierer hovedsageligt sit forfatterskab som kirketjener og foredragsholder.